# ودو دی کادوره
ودو دی کادوره (به ایتالیایی: Vodo di Cadore) یک کومونه در ایتالیا است که در استان بلونو واقع شده‌است. ودو دی کادوره ۴۶ کیلومتر مربع مساحت و ۹۳۴ نفر جمعیت دارد و ۹۴۰ متر بالاتر از سطح دریا واقع شده‌است.